# チェン (韓国の歌手)
チェン（朝: 첸、英: Chen、1992年9月21日 - ）は、SMエンタテインメント（以下SM）に所属する韓国出身の歌手。男性アイドルグループEXOならびにEXO-M、EXO-CBXのメンバーで、ポジションはメインボーカル。本名はキム・ジョンデ（朝: 김종대、漢：金鍾大、英: Kim Jong-dae）。血液型はB型、EXOでの架空能力設定は雷 （thunder）。背番号の21は生誕日に由来する。ビーグルラインの1人。。

## 人物
カトリック教徒で洗礼名は「マテオ」。20歳のときに母からもらったロザリオのリングをお守りにしている。
中学生の頃に中国語を習っていた。デビュー当初は中国人メンバーに間違われることが多かった。パワフルな姿から「ファンキーファンキーチェン」というニックネームがつけられたことがある。
特技はピアノ。
趣味は音楽を聴くこと、好きな食べ物はカキとブロッコリー以外、よく聴く音楽はポップスとR&B、好きな映画は『君への誓い』、肯定的で明るい性格、座右の銘は「幸せに生きよう」、仲の良い芸能人はf(x)のアンバー。映画『アベンジャーズ』も好きで、なってみたいキャラクターは稲妻を自由自在に操るマイティ・ソー。

## 来歴

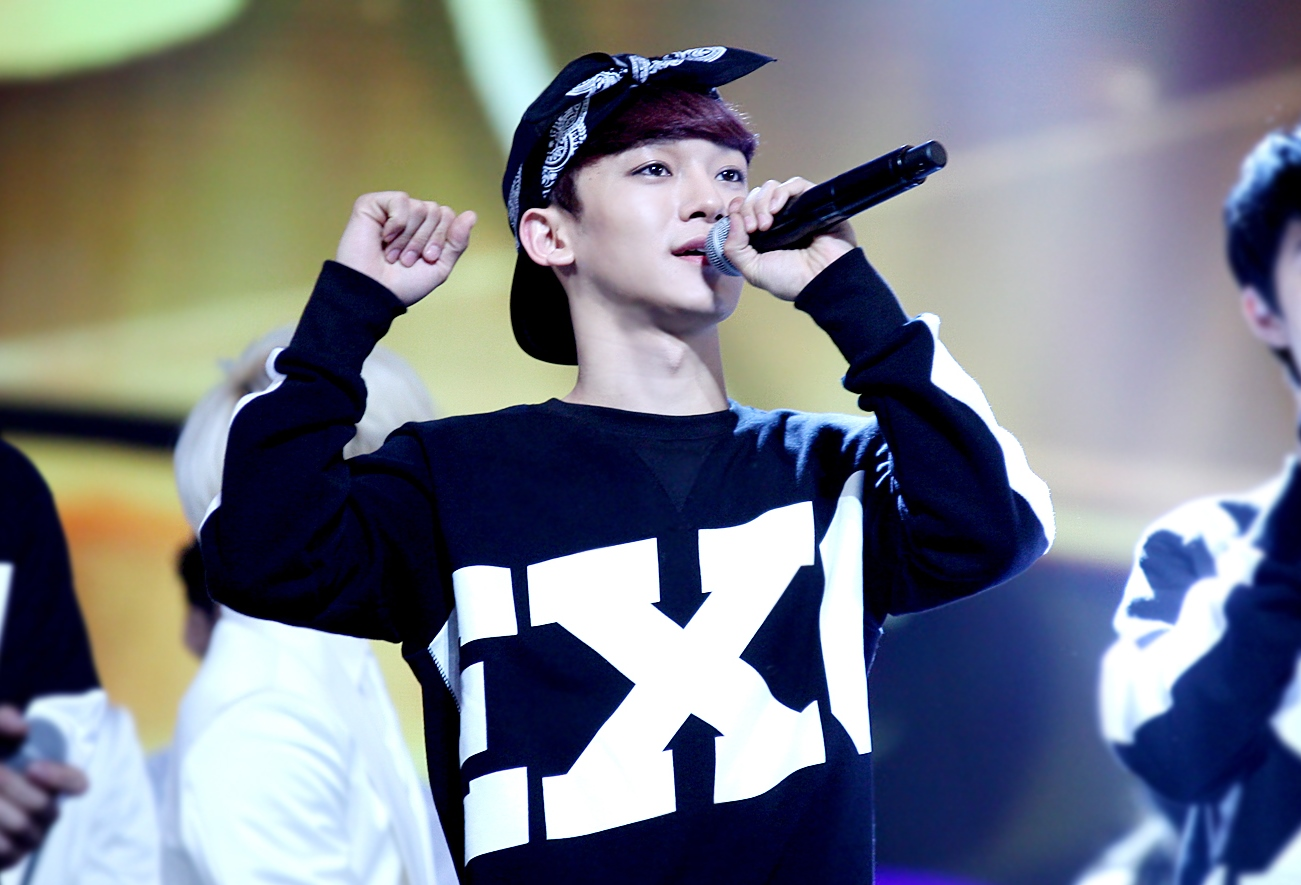
28th Golden Disk Awards

大田広域市で生まれ京畿道始興市正往洞 （ジョンワンドン）で育つ。兄弟は兄が1人いる。子どもの頃から東方神起のファンでファンクラブに入っていた。歌うことも好きで自分もステージの上で歌いたいと思うようになる。
2011年にSMキャスティングシステムを通じて事務所に入る。同じオーディションを受けた中にのちに同じグループとなるベクヒョンもおり、共に最後まで残りどちらも合格した。SM入社後に初めてダンスを経験、中国チームと韓国チームがあることを事務所側から知らされた際に中国チームへの参加を自ら希望した。事務所入りした2011年と同じ年の12月22日にEXOのデビュー前100日間プロモーションが始まっており、ベクヒョン同様メンバーの中で最も練習生期間が短かった。
カイ、ルハン、タオとともに出演した2011年12月29日の生放送番組『SBS歌謡大祭典』にて初披露、クイーンの『永遠の誓い』を歌った。2012年4月8日、EXO-Mのメンバーとして正式デビューした。
2015年1月8日開催の第14回華鼎奨音楽授賞式でチャン・リインとデュエット曲『呼吸』を披露した。MBC番組『覆面歌王』に伝説のギターマンが登場、アメイジング物知り博士と一緒にToyの『熱いさよなら』をデュエットし勝利、ひたむきひまわりとの対戦でBMKの『Stained』を歌い勝利、夜に咲くバラとの対戦で展覧会の『酔中真談』を歌い勝利、歌王候補となった。判定結果により第10代覆面歌王のあなたが行け！ハワイ！が勝利し第11代覆面歌王となった。最後に伝説のギターマンが覆面を取り正体がチェンであることが判明、チェンは番組出演の動機について自分の声に対する冷静な評価を受けたかったと述べた。『SBS歌謡大祭典』トリビュートステージで、故キム・グァンソクの『愛してたけど』を歌った。EXO-CBXメンバーとして2016年10月に韓国、2017年5月に日本でデビューした。
2020年1月に一般女性との結婚を発表し、4月に第一子となる女児が誕生したことを発表した。
同年10月より、陸軍訓練所に入所し入隊した。2022年1月には第二子が誕生したことを発表した。同年4月25日、常勤予備役の服務を終えて除隊した。

## 受賞歴
| 音楽番組1位  | 音楽番組1位     | 音楽番組1位        | 音楽番組1位 | 音楽番組1位 |
| 獲得日       | 番組名          | アーティスト       | 曲名        | 総点        |
| ------------ | --------------- | ------------------ | ----------- | ----------- |
| 2017年2月5日 | SBS『人気歌謡』 | チェン×Dynamic Duo | Nosedive    | 6703        |

| 音楽チャート1位 | 音楽チャート1位 | 音楽チャート1位 | 音楽チャート1位             |
| 期間            | 曲名            | チャート名      | 区分                        |
| --------------- | --------------- | --------------- | --------------------------- |
| 2014年          | Best Luck       | ガオンチャート  | BGM週間（31～33週）3週連続  |
| 2016年          | Everytime       | ガオンチャート  | デジタル週間（9週目）       |
| 2016年          | Everytime       | ガオンチャート  | ダウンロード週間（9週目）   |
| 2016年          | Everytime       | ジニーチャート  | TOP100（2月25日）           |
| 2017年          | Nosedive        | ガオンチャート  | ダウンロード週間（4週目）   |
| 2017年          | Nosedive        | メロンチャート  | 歌謡週間（1月23～29日）     |
| 2017年          | Nosedive        | ジニーチャート  | TOP100（1月24日）           |
| 2017年          | Bye Babe        | ジニーチャート  | TOP100（11月3、4日）2日連続 |

## 作品

### ソロ楽曲
| 公開日         | 曲名                                            | 内容                                             |
| -------------- | ----------------------------------------------- | ------------------------------------------------ |
| 2014年7月23日  | 최고의 행운 (Best Luck)                         | ディオ出演SBS系ドラマ『大丈夫、愛だ』OST         |
| 2017年2月16日  | Can't Say Goodbye (I'm Not Okay)                | チャンヨル出演MBC系ドラマ『ミッシングナイン』OST |
| 2018年10月16日 | 벚꽃연가 (Cherry Blossom Love)                  | ディオ主演tvN系ドラマ『100日の郎君様』OST        |
| 2019年2月7日   | Make it count                                   | tvN系ドラマ『真心が届く』OST                     |
| 2019年4月1日   | 사월이 지나면 우리 헤어져요 (Beautiful goodbye) | ソロデビュー曲                                   |

### コラボレーション楽曲
| 公開日 | 公開日  | 曲名                         | アーティスト              | 収録アルバム                   |
| ------ | ------- | ---------------------------- | ------------------------- | ------------------------------ |
| 2014年 | 2月13日 | A Day Without You            | チェン×SHINeeジョンヒョン | Vol.2 Breath 韓国語版/中国語版 |
| 2014年 | 2月13日 | When I Was... When U Were... | チェン×f(x)クリスタル     | Vol.2 Breath 韓国語版/中国語版 |
| 2014年 | 2月13日 | 呼吸 Chinese Ver.            | チェン×チャン・リイン     | Vol.2 Breath 中国語版          |
| 2016年 | 2月25日 | Everytime                    | チェン×Punch              | 太陽の末裔 OST vol.1           |
| 2016年 | 4月8日  | Lil' Something               | チェン×Vibe×Heize         | S.M. STATION Season1           |
| 2016年 | 10月7日 | Years Korean Ver.            | チェン×Alesso             | S.M. STATION Season1           |
| 2016年 | 10月7日 | Years Chinese Ver.           | チェン×Alesso             | S.M. STATION Season1           |
| 2017年 | 1月24日 | Nosedive                     | チェン×Dynamic Duo        | Mixxxture                      |
| 2017年 | 11月3日 | Bye Babe                     | チェン×10cm               | SMSTATIONシーズン2公開         |

### 作詞参加楽曲
| 公開日        | 曲名                | 言語           | 共同作詞者                             | 収録アルバム                                              |
| ------------- | ------------------- | -------------- | -------------------------------------- | --------------------------------------------------------- |
| 2015年6月3日  | 約束 (EXO 2014)     | 韓国語、中国語 | チャンヨル、レイ                       | Love Me Right 韓国語版、中国語版                          |
| 2016年8月18日 | 夢 (She's Dreaming) | 韓国語、中国語 | 韓国語は全作詞担当、中国語はWang YaJun | Lotto 韓国語版、中国語版                                  |
| 2017年7月18日 | Ko Ko Bop           | 韓国語         | チャンヨル、ベクヒョン他               | - THE WAR 韓国語版 - THE WAR: The Power of Music 韓国語版 |
| 2017年7月18日 | Touch It            | 韓国語         | チョ・ユンギョン                       | - THE WAR 韓国語版 - THE WAR: The Power of Music 韓国語版 |
| 2017年11月3日 | Bye Babe            | 韓国語         | 10cm                                   | SMSTATIONシーズン2公開                                    |

## 出演

### 番組
| 放送日              | 放送局  | 番組名                       |
| ------------------- | ------- | ---------------------------- |
| 2014年2月18日       | SBS MTV | The Show                     |
| 2015年8月23日、30日 | MBC     | ミステリー音楽ショー覆面歌王 |
| 2016年2月24日       | MBC     | 黄金漁場ラジオスター         |
| 2017年7月9日、16日  | SBS     | ファンタスティック・デュオ2  |

### 楽曲
| 公開日        | 曲名                         | アーティスト      | 収録アルバム   |
| ------------- | ---------------------------- | ----------------- | -------------- |
| 2016年4月23日 | Lil' Something Acoustic Ver. | Vibe feat. チェン | Vibe『Repeat』 |

### ミュージカル
| 上演期間               | タイトル         | 役柄                   |
| ---------------------- | ---------------- | ---------------------- |
| 2015年9月4日～11月22日 | イン・ザ・ハイツ | タクシー運転手ベニー役 |

### ミュージックビデオ
| 公開日         | タイトル | アーティスト |
| -------------- | -------- | ------------ |
| 2014年10月17日 | No.1     | BoA          |

### 雑誌
表紙モデルは誌名を太字で表記
| 雑誌名  | 号数        | 出版社           |
| ------- | ----------- | ---------------- |
| NYLON   | 2014年9月号 | ソウル文化社     |
| Singles | 2017年3月号 | The Book Company |

### イベント
| 開催日        | 内容                                         |
| ------------- | -------------------------------------------- |
| 2014年2月12日 | S.M. The Balladショーケース「Joint Recital」 |
| 2015年8月19日 | 『イン・ザ・ハイツ』公開練習、記者懇談会     |